# Hindu Love Gods
Die Hindu Love Gods waren eine amerikanische Bluesrockband, die 1984 in Athens (Georgia) von den drei Instrumentalisten der Rock-Band R.E.M. Peter Buck (Gitarre), Mike Mills (Bass) und Bill Berry (Schlagzeug) sowie dem Sänger Bryan Cook gegründet wurde. 1990 ersetzte Warren Zevon Cook als Sänger.
In dieser Besetzung mit Bryan Cook veröffentlichte die Band 1984 die wenig beachtete Single Narrator, die auch das Easybeats-Cover Gonna Have A Good Time Tonight enthielt. Stilistisch erinnerte diese Single an den Merseybeat.
1987 erfolgte die Aufnahme des einzigen Albums der Band (ohne Bryan Cook), als nach Beendigung der Aufnahmen zu Warren Zevons Album Sentimental Hygiene noch einige Stunden Studiozeit zur Verfügung standen. Die Musiker nahmen bei einer Jam-Session zehn Cover Songs – fast ausschließlich Blues-Stücke – auf, die ursprünglich nicht zur Veröffentlichung geplant waren. Die Session wurde 1990 als Album mit dem Namen Hindu Love Gods veröffentlicht. Es erreichte Platz 168 der Billboard 200-Charts, wobei die Coverversion von Princes-Klassiker Raspberry Beret aus dem Jahr 1985 Platz 23 der Modern-Rock-Tracks-Radio-Charts erreichte.

## Diskographie
- 1984: Narrator (Single)
- 1990: Hindu Love Gods (Album)